# Le Conseil souverain
Le Conseil souverain est une peinture de Charles Huot réalisée entre 1926 et 1931. Elle est la principale œuvre affichée dans le salon rouge de l'Assemblée nationale du Québec, ayant remplacé L'Arrivée de Champlain à Québec d'Henri Beau. Elle représenterait le conseil souverain de la Nouvelle-France de 1663. Le tableau fut complété après la mort de l'artiste.

## Description
Au centre de la composition se trouve, derrière une table recouverte d'une nappe, sur un trône, le gouverneur de la Nouvelle-France, Augustin de Saffray de Mézy. Est assis à sa droite, vêtu de pourpre, le vicaire apostolique de la Nouvelle-France, François de Montmorency-Laval. Est debout à sa gauche le procureur général de la Nouvelle-France, Jean Bourdon dit Saint-Jean. Sont également assis autour de la table cinq conseillers.
Deux gardes, à gauche portent des hallebardes devant une cheminée ; un soldat est visible par la porte restée ouverte à droite de la pièce.

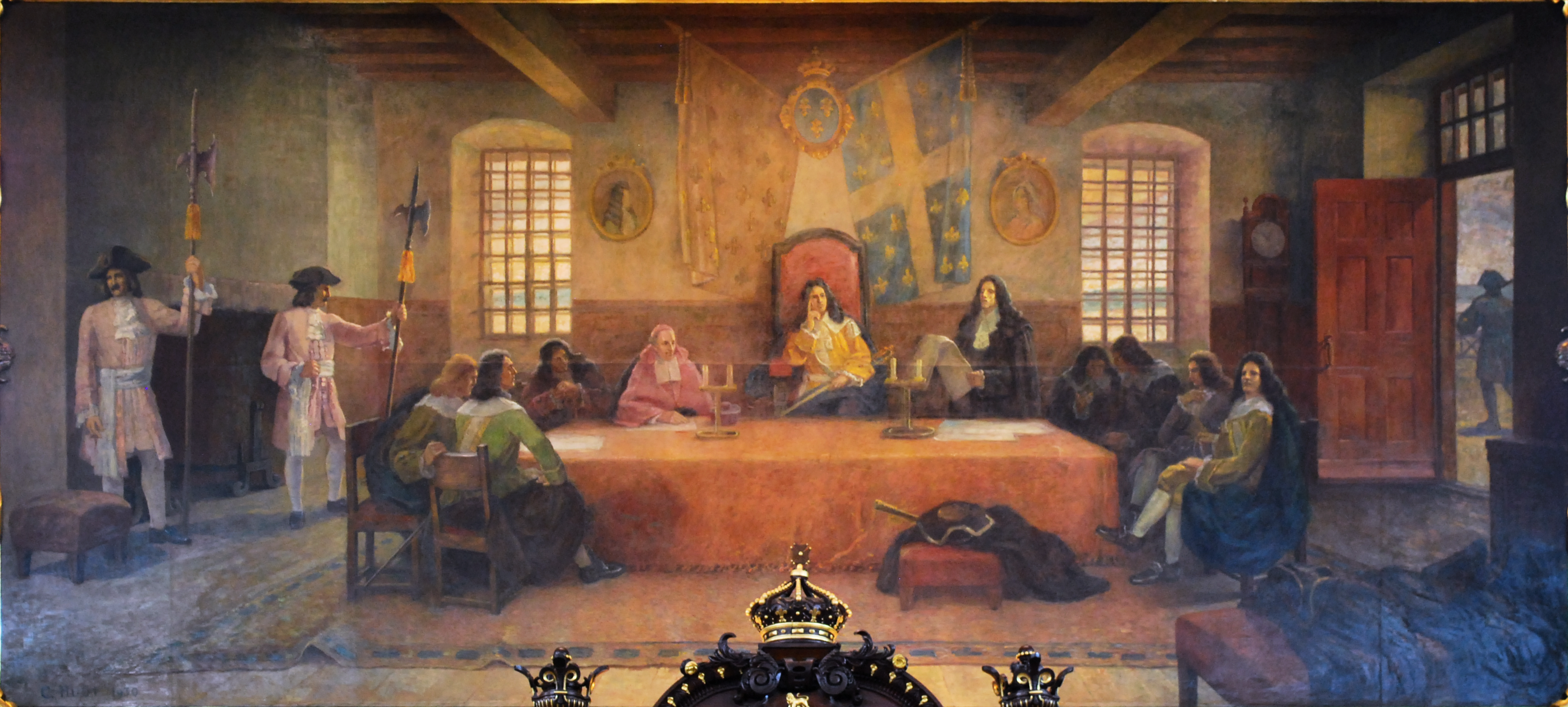
Le Conseil souverain de Charles Huot.